# Емелл
Емелл (англ. Emelle) — місто (англ. town) в США, в окрузі Самтер штату Алабама. Населення — 32 особи (2020).

## Географія
Емелл розташований за координатами 32°43′43″ пн. ш. 88°18′59″ зх. д. / 32.72861° пн. ш. 88.31639° зх. д. (32.728678, -88.316486). За даними Бюро перепису населення США в 2010 році місто мало площу 0,55 км², уся площа — суходіл.

## Демографія
Згідно з переписом 2010 року, у місті мешкали 53 особи в 26 домогосподарствах у складі 15 родин. Густота населення становила 97 осіб/км². Було 30 помешкань (55/км²).
Расовий склад населення:
| - 94,3 % — чорних або афроамериканців - 5,7 % — білих |

До двох чи більше рас належало 0,0 %. Частка іспаномовних становила 0,0 % від усіх жителів.
За віковим діапазоном населення розподілялося таким чином: 11,3 % — особи молодші 18 років, 71,7 % — особи у віці 18—64 років, 17,0 % — особи у віці 65 років та старші. Медіана віку мешканця становила 50,3 року. На 100 осіб жіночої статі у місті припадало 60,6 чоловіків; на 100 жінок у віці від 18 років та старших — 74,1 чоловіків також старших 18 років.
Середній дохід на одне домашнє господарство становив 37 410 доларів США (медіана — 36 250), а середній дохід на одну сім'ю — 39 007 доларів (медіана — 39 167).
Цивільне працевлаштоване населення становило 11 осіб. Основні галузі зайнятості: транспорт — 27,3 %, публічна адміністрація — 18,2 %, фінанси, страхування та нерухомість — 18,2 %.